# Antirrhinum ternatum
Antirrhinum ternatum är en grobladsväxtart som beskrevs av J. Fernández Casas. Antirrhinum ternatum ingår i släktet lejongapssläktet, och familjen grobladsväxter. Inga underarter finns listade i Catalogue of Life.